# 加治将樹
加治 将樹（かじ まさき、1988年〈昭和63年〉1月29日 - ）は、日本の俳優。東京都出身。ワタナベエンターテインメント所属の役者集団D-BOYSの元メンバーである。血液型はA型。身長176cm、体重97.0kg、靴28.0cm。

## 略歴
- 『ミュージカル テニスの王子様』が本格的なデビューとなった。
- D-BOYS内では、ムードメーカー的な存在。2012年9月17日をもって、D-BOYSを卒業[2]。
- 2018年4月に同い年の一般女性と結婚していたことが、挙式当日の2019年3月31日になって公になった[1]。

## 人物
- 趣味は、ピアノ・体を動かすこと。
- 特技は、スポーツ・声楽・ピアノ。

## 出演

### テレビドラマ
- マザー&ラヴァー 第1話（2004年10月5日、関西テレビ・フジテレビ系）
- ヤンキー母校に帰る〜旅立ちの時 不良少年の夢（2005年3月27日、TBS）
- きたな（い）ヒーロー（2006年3月19日、日本テレビ） - 新田直之 役
- チェケラッチョ!! in TOKYO（2006年4月13日 - 6月16日、フジテレビ） - 網田慎吾 役
- ザ・ヒットパレード〜芸能界を変えた男・渡辺晋物語〜 後編（2006年5月27日、フジテレビ） - ザ・タイガース 役
- レガッタ〜君といた永遠〜（2006年7月14日 - 9月8日、ABCテレビ・テレビ朝日系） - 星野俊之 役
- 死化粧師 エンバーマー 間宮心十郎 第6話（2007年11月10日、テレビ東京） - 西山育男 役
- コスプレ幽霊 紅蓮女 第3話（2008年1月26日、テレビ東京） - 鈴木進 / チェーンメール男 役
- 大河ドラマ 篤姫 第4話・第5話、第12話（2008年1月27日・2月3日、3月23日、NHK） - 島津右近 役
- 絶対彼氏〜完全無欠の恋人ロボット〜（2008年4月15日 - 6月24日、フジテレビ） - 田中陽一郎 役
  - 絶対彼氏〜完全無欠の恋人ロボット〜 最終章スペシャル（2009年3月24日）
- 名古屋嬢の恋（2008年9月1日・2日、東海テレビ） - 飯田地下夫 役
  - 名古屋嬢の恋2（2009年9月23日）
- 主水之助七番勝負〜徳川風雲録外伝〜（2008年10月20日 - 12月20日、テレビ東京） - 村井新太郎 役
- RESCUE〜特別高度救助隊（2009年1月24日 - 3月21日、TBS） - 岸龍太郎 役
- カイドク〜都市伝説の暗号ミステリー〜（2009年6月30日、関西テレビ・フジテレビ系） - 刑事 役
- インディゴの夜（2010年1月5日 - 4月2日、東海テレビ・フジテレビ系） - DJ本気（明智） 役
- とめはねっ! 鈴里高校書道部（2010年1月7日 - 2月11日、NHK総合） - 久我将也 役
- 連続テレビ小説 ゲゲゲの女房 （2010年、NHK） - 北村 役
- 天使の代理人 Episode.1（2010年9月6日 - 14日、東海テレビ・フジテレビ系） - 柿沼勇介 役
- 水戸黄門 第43部 第12話「忠義に揺らぐ親子の絆 -亀山-」（2011年10月10日、TBS） - 孝四郎 役
- 妄想捜査〜桑潟幸一准教授のスタイリッシュな生活 第3話（2012年2月5日、テレビ朝日） - 垂乳根虎之介 役
- NHKスペシャル「職場を襲う“新型うつ”」ドラマ編（2012年4月29日、NHK総合）
- ハンチョウ〜警視庁安積班〜 第4話（2012年4月30日、TBS） - 前島武 役
- クローバー 第4話・第6話・第7話（2012年5月4日・18日・25日、テレビ東京） - 神田章男 役
- コドモ警察 第5話（2012年5月15日、TBS / 5月17日、MBS） - 島崎 役
- D×TOWN「心の音（ココノネ）」（2012年8月10日 - 31日、テレビ東京） - 浩平 役
- 大河ドラマ大作戦（2012年8月26日、NHK総合） - 芽元礼二 役
- 実験刑事トトリ 第2話（2012年11月10日、NHK総合） - リュウヘイ・タカハシ 役
- タガーリン（2013年4月13日 - 6月22日、フジテレビ）
- イタズラなKiss〜Love in TOKYO 第6話 - 第9話、第11話 - 第13話・最終話（2013年5月10日 - 31日、6月14日 - 28日・7月19日、フジテレビTWO） - 須藤先輩 役
  - イタズラなKiss2〜Love in TOKYO 第2話・第4話（2014年12月1日・22日、フジテレビ）
- 京都地検の女 第9シリーズ 第4話（2013年8月15日、テレビ朝日） - 青柳サトル 役
- 刑事吉永誠一 涙の事件簿 第6話（2013年11月15日、テレビ東京）
- 剣客商売 剣の誓約（2013年12月27日、フジテレビ） - 檜村仁助 役
- 新春ワイド時代劇「影武者 徳川家康」（2014年1月2日、テレビ東京）
- 鬼平外伝 老盗流転（2014年1月4日、時代劇専門チャンネル） - 水鳥の松蔵（35年前） 役
- 金曜プレステージ 十津川捜査班8 十津川警部「家族」（2014年1月24日、フジテレビ） - 中野達也 役
- D-BOYS 10th Anniversary Project ショートフィルムフェスティバル「10年目の告白」（2014年1月25日、ABCテレビ）
- マルホの女〜保険犯罪調査員〜 第3話（2014年4月25日、テレビ東京） - 吉岡優作 役
- ほっとけない魔女たち 第3話 - 最終話（2014年9月3日 - 10月31日、東海テレビ・フジテレビ系） - 山田卓也 役
- 世にも奇妙な物語（フジテレビ）
  - '14 秋の特別編「サプライズ」（2014年10月18日） - 智 役
  - '24 冬の特別編「ああ祖国よ」（2024年12月14日） - 営業マン 役
- ウロボロス〜この愛こそ、正義。 第1話（2015年1月16日、TBS） - ホームレス 役
- 女くどき飯 第2話（2015年2月2日、MBS / 2月4日、TBS） - 須藤豪太 役
- ドラマスペシャル 迷宮捜査（2015年5月10日、テレビ朝日） - 小池啓輔 役
- 釣りバカ日誌〜新入社員 浜崎伝助〜 第5話（2015年11月20日、テレビ東京） - 吉野耕太 役
- 私たちがプロポーズされないのには、101の理由があってだな シーズン2 第14話（2015年12月2日、LaLa TV） - 英人 役
- お義父さんと呼ばせて（2016年1月19日 - 3月15日、カンテレ・フジテレビ系） - 小松川慎吾 役
- 早子先生、結婚するって本当ですか? 第2話（2016年4月28日、フジテレビ） - 熊本誠二 役
- HOPE〜期待ゼロの新入社員〜 第1話・第2話（2016年7月17日・24日、フジテレビ） - 長井義彦 役
- スーパーサラリーマン左江内氏 第3話（2017年1月28日、日本テレビ） - CM監督 役
- 幕末グルメ ブシメシ! 最終話（2017年2月28日、NHK BSプレミアム）
- 科捜研の女 SEASON 16 第15話（2017年2月23日、テレビ朝日） - 木村武文 役
- お前はまだグンマを知らない（2017年3月7日 - 28日、日本テレビ） - 野汁先輩 役[3]
- 月曜名作劇場 森村誠一サスペンス 魔性の群像 刑事・森崎慎平4（2017年3月13日、TBS） - 吉見達彦 役
- 小さな巨人 第1話 - 第5話（2017年4月16日 - 5月14日、TBS） - 東山智之 役
- ブラックリベンジ 第5話 - 最終話（2017年11月2日 - 12月8日、読売テレビ・日本テレビ系） - 並木猛 役
- 越路吹雪物語 第7話、第11話・第12話、第23話 - 第31話（2018年1月16日、22日・23日、2月7日 - 19日、テレビ朝日） - 武藤大介 役
- 我が家の問題 最終話（2018年2月25日、NHK BSプレミアム） - 遠藤祐二 役
- 日曜ワイド 写楽ホーム凸凹探偵団（2018年3月18日、テレビ朝日） - 横沢龍司 役
- そろばん侍 風の市兵衛（2018年5月19日 - 7月21日、NHK総合） - 返弥陀ノ介 役
  - 正月時代劇 そろばん侍 風の市兵衛SP〜天空の鷹〜（2020年1月3日）
- 中学聖日記 第1話 - 第5話（2018年10月9日 - 11月6日、TBS） - 田辺忠之 役
- 私のおじさん〜WATAOJI〜 最終話（2019年3月8日、テレビ朝日） - ひかりが配属されたチームのD 役
- 大全力失踪 第2話（2019年4月14日、NHK BSプレミアム） - 漁師経験者 役
- わたし、定時で帰ります。（2019年4月16日 - 6月18日、TBS） - 児玉剛 役
- 水戸黄門（第2シリーズ） 第8話「鬼面童子の真実」（2019年7月14日、BS-TBS） - 市助 役
- Heaven? 〜ご苦楽レストラン〜 第6話（2019年8月13日、TBS） - 盛田大五郎 役
- ハル〜総合商社の女〜（2019年10月21日 - 12月9日、テレビ東京） - 川上周平 役
- フジテレビヤングシナリオ大賞「パニックコマーシャル」（2019年12月17日、フジテレビ） - 安達元彦 役[4]
- テセウスの船（2020年1月19日 - 3月22日、TBS） - 森清彦 役
- 警視庁捜査資料管理室スペシャル〜明石幸男、最後の3日間〜 第一夜（2020年3月14日、BSフジ） - 清掃業者 役
- ぴぷる〜AIと結婚生活はじめました〜（2020年5月19日 - 6月30日、WOWOW） - 佐伯数男 役
- MIU404 第1話（2020年6月26日、TBS） - 水島善次郎 役
- 天国と地獄〜サイコな2人〜 第六話 - 第九話（2021年2月21日 - 3月14日、TBS） - 久米幸彦 役
- 着飾る恋には理由があって 第2話・第4話・第7話（2021年4月27日・5月11日・6月8日、TBS） - 清水 役
- WOWOWオリジナルドラマ 向こうの果て（2021年5月14日 - 7月2日、WOWOW） - 村上姫昌 役[5]
- 二月の勝者-絶対合格の教室-（2021年10月16日 - 12月18日、日本テレビ） - 大森新平 役[6]
- 志村けんとドリフの大爆笑物語（2021年12月27日、フジテレビ） - 高木ブー 役[7]
- 逃亡医F 第1話（2022年1月15日、日本テレビ） - 美香子の父 役
- 家政夫のミタゾノ 第5シリーズ 第6話（2022年5月27日、テレビ朝日） - 小田良夫 役
- 嫌われ監察官 音無一六 第5話 - 最終話（2022年6月3日 - 17日、テレビ東京） - 安田雅紀 役
- 魔法のリノベ 第1話・第5話（2022年7月18日・8月15日、カンテレ・フジテレビ系） - 左官職人・橋詰 役[8]
- 連続ドラマW 雨に消えた向日葵（2022年7月24日 - 8月21日、WOWOW） - 森川淳一 役[9]
- 特集ドラマ「アイドル」（2022年8月11日、NHK総合 / 8月29日、NHK BSプレミアム・NHK BS4K） - ムーランルージュの座員 役
- 善人長屋 第6話（2022年8月12日、NHK BSプレミアム・NHK BS4K） - 次吉 役
- 壁サー同人作家の猫屋敷くんは承認欲求をこじらせている（2022年10月4日 - 11月22日、ABCテレビ） - 髭フランボワーズ 役[10]
- めんつゆひとり飯（2023年4月1日 - 6月24日、BS松竹東急） - 保ヶ辺勉 役[11]
  - めんつゆひとり飯2（2024年10月2日 - 12月25日、BS松竹東急）[12]
- ペンディングトレイン-8時23分、明日 君と 第5話 - 第8話（2023年5月19日 - 6月9日、TBS） - 海老原力 役
- トリリオンゲーム 第1話（2023年7月14日、TBS） - 前山田元 役
- スペシャルドラマ 必殺仕事人（2023年12月29日、ABCテレビ・テレビ朝日系） - 権太 役
- 相棒 season22 第15話「マッターホルンの殺人」（2024年2月7日、テレビ朝日） - 善家光明 役
- 舟を編む 〜私、辞書つくります〜 第6話（2024年3月24日、NHK BS・NHK BSプレミアム4K） - 43年前の荒木 役[13]
- スナック女子にハイボールを（2024年4月5日 - 6月7日、中京テレビ） - 堀 役[14]
- スメルズ ライク グリーン スピリット（2024年9月20日 - 11月8日、MBS） - 江戸川敏彦 役[15]
- 3000万（2024年10月5日 - 11月23日、NHK総合・NHK BSプレミアム4K） - 蒲池 役[16]
- オクラ〜迷宮入り事件捜査〜 第1話（2024年10月8日、フジテレビ） - キャバクラ店店長 役
- アンサンブル 第2話（2025年1月25日、日本テレビ） - 兼木浩司 役
- 御曹司に恋はムズすぎる 第11話（2025年3月18日、カンテレ・フジテレビ系）
- キャスター（2025年4月13日 - 6月15日、TBS） - 南亮平 役[17]

### 配信ドラマ
- 天火、ヤマイヌ（犲）やめるってさ（2018年1月1日 - 22日、AbemaTV） - 犬飼善蔵 役
- FOLLOWERS 第4話（2020年2月27日、Netflix） - 雑誌のスポンサー 役
- それぞれの卒業（2023年3月15日、NUMA） - テラ 役[18]
- Scooper（2025年4月9日、BUMP）

### バラエティ
- DD-BOYS（2006年4月 - 9月、テレビ朝日）

### ドキュメンタリー
- 知られざる奇跡の海!ブラジル大紀行（2015年7月20日、中京テレビ制作・日本テレビ系列） - ナビゲーター

### 映画
- 実写映画 テニスの王子様（2006年） - 桃城武 役
- 荒くれKNIGHT（2007年） - 安岡登 役
- ワルボロ（2007年） - トッパン 役
- ぼくたちと駐在さんの700日戦争（2008年4月） - 孝昭 役
- ソフトボーイ（2010年6月） - イシオカ 役
- ランウェイ☆ビート（2011年） - 郷田豪介 役
- サムライフ （2015年） - ケンジ 役
- 劇場版「お前はまだグンマを知らない」（2017年） - 野汁先輩 役
- 曇天に笑う（2018年） - 犬飼善蔵 役[19]
- 劇場版 おっさんずラブ 〜LOVE or DEAD〜（2019年）
- 任侠学園（2019年） - 定岡潔 役
- 鋼の錬金術師 完結編 復讐者スカー（2022年） - ハイマンス・ブレダ 役
- 夜、鳥たちが啼く（2022年） - 滝沢 役[20]
- 銀平町シネマブルース（2023年） - 桑名陽平 役[21]
- ミンナのウタ（2023年） - ラジオ局のスタッフ 役

### 配信映画
- 赤ずきん、旅の途中で死体と出会う。（2023年9月14日、Netflix） - ハンス 役[22][23]

### オリジナルビデオ
- 仮面ライダーエグゼイド［裏技］仮面ライダースナイプ エピソードZERO（2017年4月12日、東映ビデオ） - 牧治郎 役

### 舞台
- ミュージカル テニスの王子様 - 桃城武 役
  - in winter 2004-2005 side 山吹 feat. 聖ルドルフ学院（2005年1月）
  - Dream Live 2nd（2005年 5月）
  - The Imperial Match 氷帝学園（2005年8月）
  - The Imperial Match 氷帝学園 in winter 2005-2006（2005年12月 - 2006年1月）
  - Dream Live 3rd（2006年3月）
- ミュージカル「エア・ギア」 - オニギリ 役
  - 「エア・ギア」（2007年1月）
  - 「エア・ギア vs バッカス Super Range Remix」（2007年5月）
- 「OUT OF ORDER〜偉人伝心〜」（2007年3月） - オーヴィル・ライト 役 他
- D-BOYS STAGE
  - vol.1「完売御礼」（2007年6月） - 張本将樹 / 近藤勇 役（主演）
  - vol.2「ラストゲーム〜最後の早慶戦〜」（2008年6月 - 7月） - 近松清一 役
  - vol.3「鴉〜KARASU〜04」（2009年4月） - 大嶽修造 役
  - 2010 trial-3「アメリカ」（2010年9月 - 11月） - 八田 役
  - 2011 春公演「ヴェニスの商人」（2011年4月 - 5月） - バサーニオ 役
- 「アンラッキー・デイズ」（2007年9月） - ケン 役
- ユーミンソング・ミュージカル「ガールフレンズ」（再演版）（2008年1月 - 2月） - 徹 役
- 「STAND BY MY」（2011年6月） - 主演
- 「ピグマリオン」（2011年8月 - 9月） - フレディー・エインスフォード・ヒル 役
- 「みんな我が子」（2011年12月） - フランク・リュピイ 役
- 演劇らくご「談志のおもちゃ箱」（2012年5月 - 6月）
- 「飛龍伝」（2013年1月）
- 演劇集団キャラメルボックス「ずっと二人であるいてきた」（2013年8月）
- 「十二夜」（2013年10月）
- 「トーキョー・スラム・エンジェルス」（2014年11月）
- 「駆け抜ける風のように」（2014年10月）
- ミュージカル「GARANTIDO」（2015年5月）
- 「人民の敵」（2015年8月-9月）
- 「お気に召すまま」（2016年10月-11月）
- こまつ座「イヌの仇討」（2017年7月）
- ミュージカル「ブロードウェイと銃弾」 - ジュリアン 役
  - 初演（2018年2月 - 4月）
  - 再演（2021年5月 - 6月）
- 「セールスマンの死」（2018年11月）
- 椿組「芙蓉咲く路地のサーガ」～熊野にありし男の物語　主演（2019年7月）
- 「絢爛とか爛漫とか」（2019年9月）
- 「赤鬼」 B team（2020年7月 - 8月） - ミズカネ 役[24]
- 東京芸術劇場30周年記念公演「真夏の夜の夢」（2020年10月 - 12月） - 板前のデミ 役[25]
- 「マーキュリー・ファー」（2022年1月 - 3月） - スピンクス 役[26]
- 「守銭奴 - ザ・マネー・クレイジー」（2022年11月 - 2023年1月） - ヴァレール 役[27]
- ミュージカル「ファントム」（2023年7月 - 9月） - アラン・ショレ 役[28]
- 「OUT OF ORDER」（2023年11月 - 12月） - ロニー 役[29]
- ロボット（2024年11月 - 12月） - ハーレイ 役[30]
- 狩場の悲劇（2025年11月〈予定〉）[31]

### ラジオ
- 青春アドベンチャー（NHK-FM）
  - ゴー・ゴー!チキンズ（2009年10月 - 11月） - 主演
    - ゴー・ゴー!チキンズ パート2（2010年7月 - 8月）

## 作品

### シングル
- Keep It Goin' On / ROM-4（2006年6月21日）

フジテレビ系「青春★ENERGY〜チェケラッチョ!! in TOKYO」劇中歌